# Cubanske pesos
Cubanske pesos er den officielle valuta på Cuba. På grund af landets specielle situation som følge af den kommunistiske økonomi kombineret med USAs handelsblokade er der i praksis to forskellige valutaer på Cuba:
1. Cubansk peso (ISO 4217 kode CUP) er den oprindelige valuta. Den anvendes stort set alene af lokalbefolkningen til at købe nødvendige varer. 1 CUP er opdelt i 100 centavos. Valutaen kan ikke veksles andre steder i verden.
2. Konvertibel peso (uofficiell kode CUC) er den officielle "turistvaluta" på Cuba, og skal benyttes af turister på øen. Der står "peso" på den ene side af valutaen og "$" på den anden side. Tidligere modsvarede den 1 US$. Den konvertible peso er inddelt i 100 konvertible centavos. Konvertibel peso har ikke en officiel ISO 4217 kode.[1]

De fleste cubanere får det meste af deres løn udbetalt i pesos og en lille del i konvertible pesos. Systemet møder generelt stor kritik, da det er med til, at gøre ulighederne i det cubanske samfund større, da det primært er ansatte i turistrelaterede erhverv, der har adgang til konvertible pesos og da disse giver adgang til at købe ind i særlige butikker, hvor vareudbuddet er større. 